# Fußball-Regionalliga

Ehemaliges Logo der Regionalliga

Die Regionalliga ist seit der Saison 2008/09 die vierthöchste Spielklasse im deutschen Männerfußball. Sie gliedert sich in fünf Ligen (Nord, Nordost, West, Südwest und Bayern) der verschiedenen Regional- bzw. Landesverbände, deren Meister in einer Aufstiegsrunde vier Aufsteiger in die 3. Liga ausspielen.
Von 1963 bis 1974 war sie die zweithöchste Spielklasse unter der Bundesliga, danach gab es 20 Jahre lang keine Regionalliga. 1994 wurde sie als dritthöchste Spielklasse zwischen der 2. Bundesliga und den Oberligen installiert. Sie wurde anfangs in vier (Nord, Nordost, West/Südwest und Süd) und ab 2000 in zwei Staffeln (Nord und Süd) ausgespielt. Anfang der Saison 2008/09 wurde sie durch Einführung der 3. Liga vierthöchste Spielklasse und in drei Staffeln (Nord, West, Süd) ausgetragen. Mit der Spielzeit 2012/13 wurden als Unterbau zur 3. Liga fünf regionale Ligen gebildet.

## 1963 bis 1974 – 2. Spielklasse in fünf Regionalligen

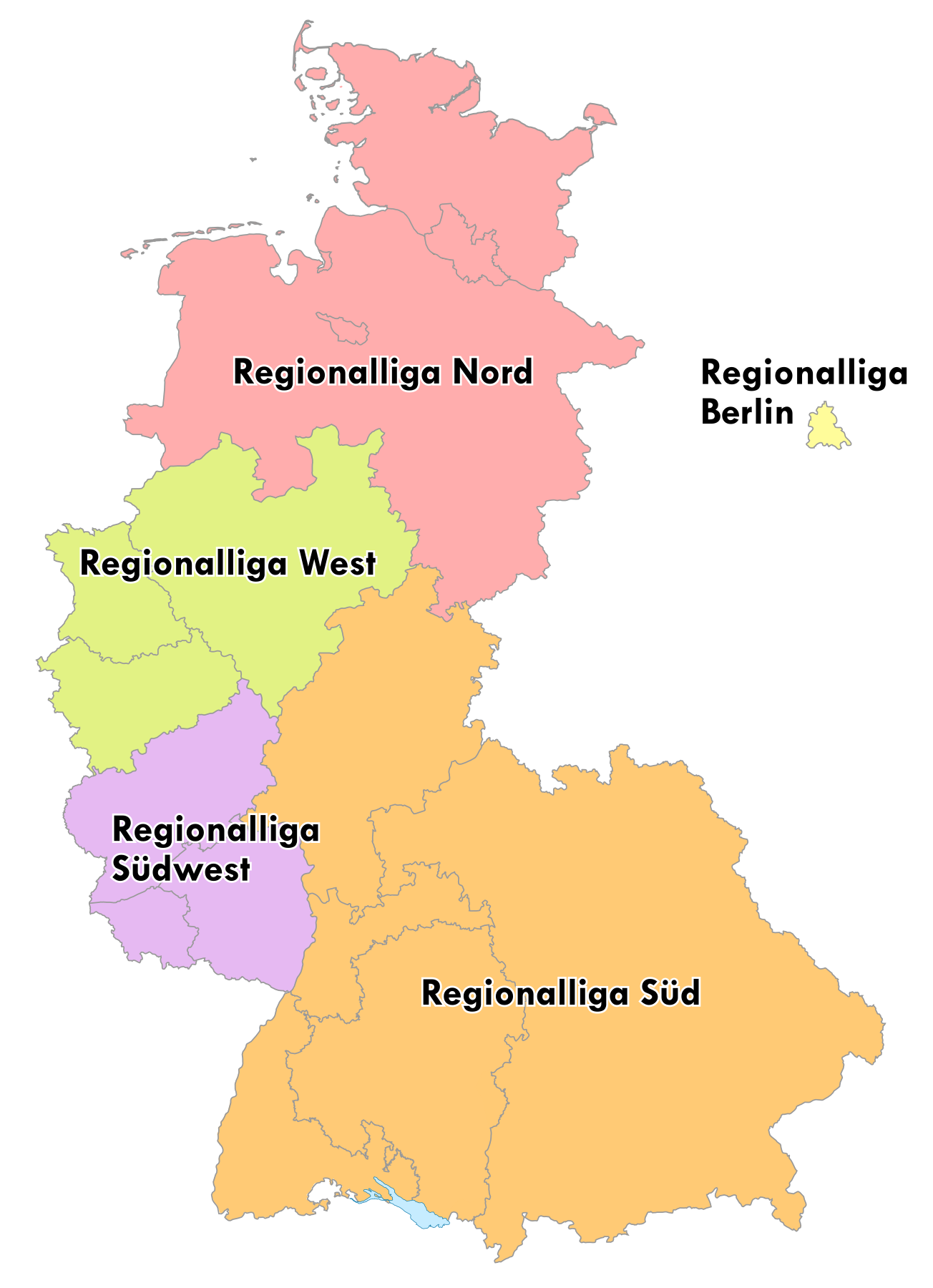
Fußball-Regionalliga-Einteilung, 1963–1974

Bis 1963 gab es als höchste Spielklasse vier Oberligen und die Berliner Vertragsliga, deren Meister und Zweitplatzierte am Saisonende den Deutschen Meister ausspielten. Als zweite Spielklasse bestand bis dahin im Westen, Südwesten und Süden die II. Division, während im Norden und in Berlin direkt unterhalb der Oberliga die Landes- oder Verbandsligen folgten. In den anderen drei Regionen bildeten diese die dritte Ebene.
Mit Gründung der erstklassigen eingleisigen Bundesliga 1963 wurden auf der zweiten Ebene fünf Regionalligen (Nord, West, Südwest und Süd sowie Berlin) geschaffen; die bisherigen zweiten Ligen entfielen. Fortan stiegen die zwei oder drei Tabellenletzten der fünf Regionalligen in die Landes- oder Verbandsligen ab. Die Zahl der Absteiger war regional unterschiedlich und variierte außerdem je nach „gleitender Skala“.
Verantwortlich waren die Regionalverbände: Für die Regionalliga Nord war es der Norddeutsche Fußball-Verband, für West der Westdeutsche Fußballverband, für Südwest der Fußball-Regional-Verband Südwest, für Süd der Süddeutsche Fußball-Verband und für Berlin der Verband Berliner Ballspielvereine.

### Die Meister von 1964 bis 1974
| Jahr | Nord                   | West                     | Südwest              | Süd                  | Berlin                  |
| ---- | ---------------------- | ------------------------ | -------------------- | -------------------- | ----------------------- |
| 1964 | FC St. Pauli           | Alemannia Aachen         | Borussia Neunkirchen | KSV Hessen Kassel    | SC Tasmania 1900 Berlin |
| 1965 | Holstein Kiel          | Borussia Mönchengladbach | 1. FC Saarbrücken    | FC Bayern München    | Tennis Borussia Berlin  |
| 1966 | FC St. Pauli           | Fortuna Düsseldorf       | FK Pirmasens         | 1. FC Schweinfurt 05 | Hertha BSC              |
| 1967 | SV Arminia Hannover    | Alemannia Aachen         | Borussia Neunkirchen | Kickers Offenbach    | Hertha BSC              |
| 1968 | SV Arminia Hannover    | Bayer 04 Leverkusen      | SV Alsenborn         | FC Bayern Hof        | Hertha BSC              |
| 1969 | VfL Osnabrück          | Rot-Weiß Oberhausen      | SV Alsenborn         | Karlsruher SC        | Hertha Zehlendorf       |
| 1970 | VfL Osnabrück          | VfL Bochum               | SV Alsenborn         | Kickers Offenbach    | Hertha Zehlendorf       |
| 1971 | VfL Osnabrück          | VfL Bochum               | Borussia Neunkirchen | 1. FC Nürnberg       | SC Tasmania 1900 Berlin |
| 1972 | FC St. Pauli           | Wuppertaler SV           | Borussia Neunkirchen | Kickers Offenbach    | Wacker 04 Berlin        |
| 1973 | FC St. Pauli           | Rot-Weiss Essen          | 1. FSV Mainz 05      | SV Darmstadt 98      | Blau-Weiß 90 Berlin     |
| 1974 | Eintracht Braunschweig | SG Wattenscheid 09       | Borussia Neunkirchen | FC Augsburg          | Tennis Borussia Berlin  |

### Aufsteiger in die Bundesliga
Am Saisonende fand eine Aufstiegsrunde in zwei Gruppen à fünf Mannschaften statt (bis 1966 waren es zwei Gruppen à vier Mannschaften). Die beiden Gruppensieger stiegen in die Bundesliga auf. Für die Aufstiegsrunde qualifiziert waren die fünf Regionalliga-Meister und -Vizemeister (bis 1966 nur drei Vizemeister). Gespielt wurde im Modus jeder gegen jeden in einer Hin- und Rückrunde mit folgenden Gruppensiegern:
- 1964 Borussia Neunkirchen (1. Südwest) und Hannover 96 (2. Nord)
- 1965 Borussia Mönchengladbach (1. West) und FC Bayern München (1. Süd)
- 1966 Fortuna Düsseldorf (1. West) und Rot-Weiss Essen (2. West)
- 1967 Borussia Neunkirchen (1. Südwest) und Alemannia Aachen (1. West)
- 1968 Kickers Offenbach (2. Süd) und Hertha BSC (1. Berlin)
- 1969 Rot-Weiß Oberhausen (1. West) und Rot-Weiss Essen (2. West)
- 1970 Arminia Bielefeld (2. West) und Kickers Offenbach (1. Süd)
- 1971 VfL Bochum (1. West) und Fortuna Düsseldorf (2. West)
- 1972 Wuppertaler SV (1. West) und Kickers Offenbach (1. Süd)
- 1973 SC Fortuna Köln (2. West) und Rot-Weiss Essen (1. West)
- 1974 Eintracht Braunschweig (1. Nord) und Tennis Borussia Berlin (1. Berlin)

Am Ende der Saison 1973/74 wurden neben den beiden Bundesliga-Absteigern die 38 besten Mannschaften der fünf Regionalligen in die neu eingeführte zweigleisige 2. Bundesliga eingruppiert, die 1974/75 mit einer Nord- und Südgruppe à 20 Mannschaften an den Start ging. Die Regionalligen wurden aufgelöst, die nicht für die 2. Bundesliga qualifizierten Mannschaften wurden drittklassig. Auf der dritten Ebene des Ligasystems wurde in Norddeutschland die Oberliga Nord gegründet. Im übrigen Bundesgebiet waren weiterhin die schon bestehenden Verbandsligen bzw. 1. Amateurligen die dritte Spielklasse. 1978 wurden sieben weitere Oberligen eingerichtet.

### Saison-Rekorde
- meiste Punkte: 63 (93*) (Eintracht Braunschweig 1973/74 nach 36 Spielen)
- wenigste Punkte: 3 (3*) (Germania Metternich 1966/67 nach 30 Spielen)
- meiste Tore: 146 (FC Bayern München 1964/65 nach 36 Spielen)
- Rekordtorschütze: 52, Günter ‚Meister‘ Pröpper (Wuppertaler SV), Saison 1971/72
- wenigste Tore: 15 (BFC Alemannia 90 1973/74 nach 33 Spielen und Sportfreunde Neukölln 1969/70 nach 26 Spielen)
- wenigste Gegentreffer: 11 (Hertha BSC 1967/68 nach 30 Spielen)
- meiste Gegentreffer: 158 (FC Emmendingen 1964/65 nach 36 Spielen)
- beste Tordifferenz: +114 (146:32) (FC Bayern München 1964/65 nach 36 Spielen)
- Zuschauerrekord: 90.000 Besucher (TSV 1860 München gegen FC Augsburg am 15. August 1973); geschätzt, da das Stadion gestürmt wurde

* Punkte nach der 3-Punkte-Regel.

## 1994 bis 2008 – 3. Spielklasse
Anfang der 1990er Jahre wurden die zehn Oberligen, die den bisherigen Unterbau zur 2. Bundesliga bildeten, als nicht mehr zeitgemäß betrachtet. Um einen verbesserten Unterbau mit höherer Leistungsdichte für den Profibereich zu schaffen, beschloss der DFB 1993 die Wiedereinführung der Regionalligen als zwischen 2. Bundesliga und den Oberligen angelegter dritthöchster Spielklasse zur Saison 1994/95.

### 1994 bis 2000 – Regionalliga in drei/vier Staffeln

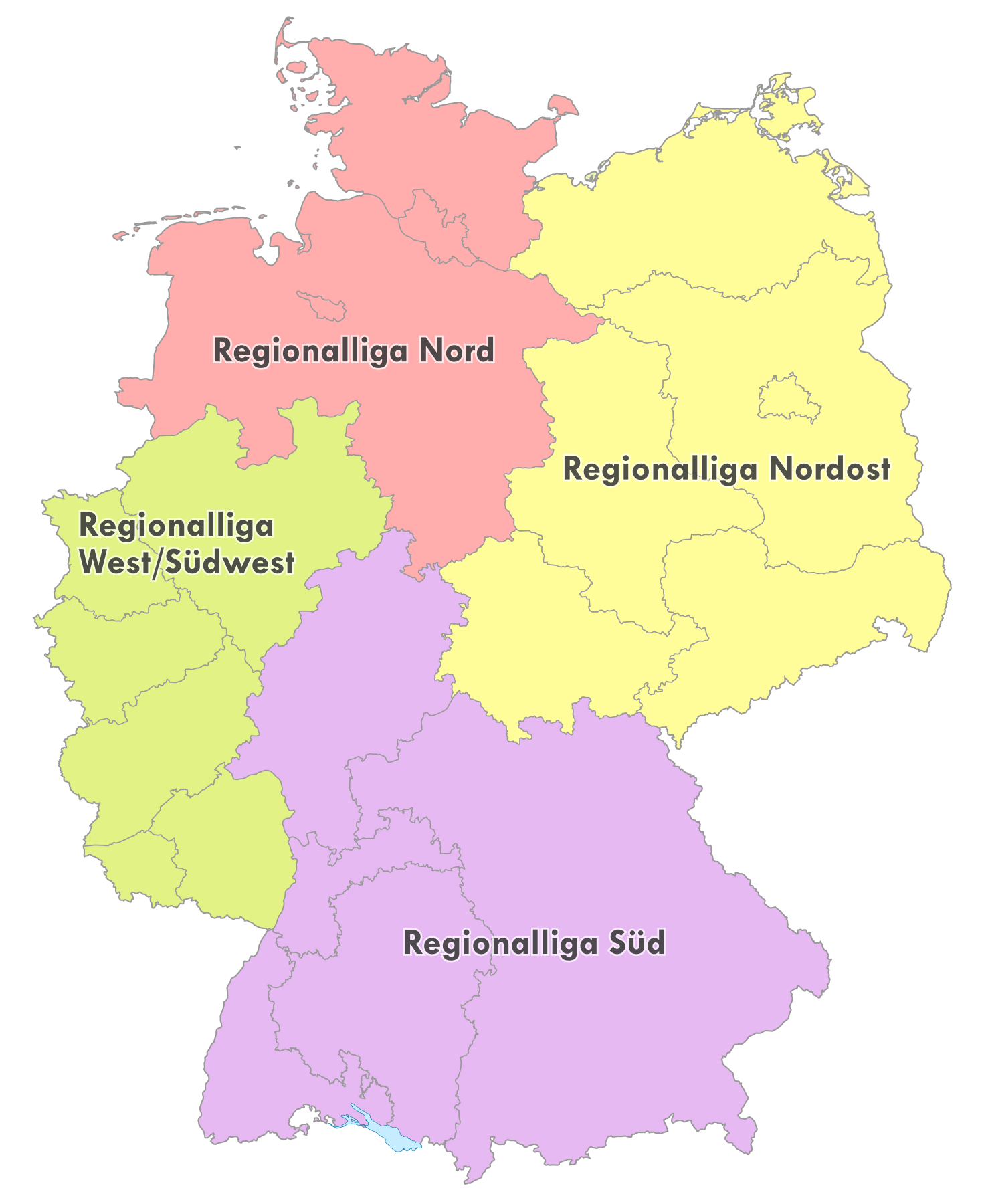
Regionalliga-Einteilung, 1994–2000

Nachdem vor Einführung der zweigeteilten 2. Bundesliga zum Jahr 1974 noch jeder der fünf DFB-Regionalverbände seine eigene Regionalliga hatte, wurde für die Wiedereinführung zunächst eine Dreiteilung mit einer Regionalliga im Süden, einer im Bereich West/Südwest und einer im Bereich Nord/Nordost beschlossen, wobei es um Letztere umfassende Diskussionen gab. Besonders in den neuen Bundesländern wurde eine eigene Staffel befürwortet. Begründet wurde dies dadurch, dass eine gemeinsame Liga fast die Hälfte der Fläche Deutschlands umfassen würde und insbesondere die zu erwartenden Reisekosten deutlich höher als in einer eigenen Liga ausfallen würden. Doch DFB, Süd- und Westdeutscher Fußballverband befürworteten eine Einteilung proportional zur Anzahl der gemeldeten Männermannschaften in den jeweiligen Regionen. Demnach kam Süd auf 36, West/Südwest auf 31 und Nord/Nordost auf 33 % (19 % im Norden und 14 im Nordosten). Aufgrund dieser Werte setzte sich am Ende im Beschluss die Dreiteilung der Regionalliga durch.
Als Übergangslösung wurde im Norden und Nordosten zunächst je eine eigene Regionalliga-Staffel geschaffen, die nach zwei Jahren zu einer Spielklasse vereinigt werden sollte. Diese angestrebte Zusammenlegung wurde auf dem DFB-Bundestag im Oktober 1995 wieder verworfen und es gab bis 2000 offiziell drei Regionalligen, von denen die Regionalliga Nord/Nordost in zwei Gruppen spielte und am Ende der Saison in zwei Entscheidungsspielen den Meister ausspielte.
Die Kriterien für die Qualifikation zur neu gegründeten Regionalliga waren für die einzelnen Ligen unterschiedlich. Für den Bereich des Norddeutschen Fußball-Verbandes erübrigte sich eine Qualifikation. Die 1974 eingeführte Oberliga Nord wurde 1994 als Regionalliga Nord fortgeführt.
Im Bereich des Süddeutschen Fußball-Verbands, wo bisher die Oberligen Bayern, Hessen, und Baden-Württemberg höchste Amateurspielklassen waren, wurde eine Dreijahres-Multiplikationswertung zu Grunde gelegt, bei der die jeweils sechs besten Mannschaften der einzelnen Oberligen für die Regionalliga qualifiziert waren. Hiernach zählte die Saison 1991/92 einfach, die Serie 1992/93 doppelt und die Spielrunde 1993/94 dreifach.
Im Westdeutschen Fußball-Verband erfolgte die Qualifikation nach den Abschlusstabellen der Oberligen Westfalen, Nordrhein und Südwest nach der Saison 1993/94. Bayer 04 Leverkusen verzichtete darauf, seine qualifizierte Amateurmannschaft in die Regionalliga zu schicken. Den freigewordenen Platz nahm der Bonner SC ein. Rot-Weiß Oberhausen versuchte daraufhin, eine Teilnahme an der Regionalliga vor Gericht zu erzwingen, hatte jedoch keinen Erfolg.
Im Nordostdeutschen Fußball-Verband qualifizierten sich die bestplatzierten Mannschaften der drei NOFV-Oberligen nach der Saison 1993/94. Der 1. FC Schwedt verzichtete aus finanziellen Gründen und der 1. FC Markkleeberg ging in Konkurs. Nach kurzfristig anberaumten Qualifikationsspielen rückte der FSV Optik Rathenow als Regionalligateilnehmer nach.
Als ehemalige Bundesligisten waren die Mannschaften von Borussia Neunkirchen, Preußen Münster, Arminia Bielefeld, Alemannia Aachen, Rot-Weiss Essen, Wuppertaler SV (alle West), SV Darmstadt 98, Kickers Offenbach, Stuttgarter Kickers (alle Süd), Tennis Borussia Berlin (Nordost) sowie Eintracht Braunschweig (Nord) qualifiziert. Der FC Bayern München, Werder Bremen, der Hamburger SV und die SG Wattenscheid 09 waren in der ersten Regionalligasaison mit ihren Amateurmannschaften vertreten.
Nicht für die erste Regionalligasaison qualifizierten sich unter anderem der ehemalige Europapokalsieger 1. FC Magdeburg und der einstige DDR-Pokalsieger Hallescher FC, der ehemalige deutsche Meister Freiburger FC sowie Rot-Weiß Oberhausen als ehemaliger Bundesligist.
Die durchschnittlichen Zuschauerzahlen der ersten Saison waren in den vier Regionalligen recht unterschiedlich. So betrug der Zuschauerschnitt in der Regionalliga West/Südwest 2.657, im Norden 1.592, im Süden 1.391 und im Nordosten 1.326. Noch gravierender war der Unterschied zwischen den Vereinen selbst. Beispielsweise hatte West/Südwest-Aufsteiger Arminia Bielefeld einen Schnitt von 10.424, der SV Edenkoben dagegen nur 493 Zuschauer pro Spiel.

#### Die Meister
| Jahr | Nord          | West/Südwest        | Süd                 | Nordost                |
| ---- | ------------- | ------------------- | ------------------- | ---------------------- |
| 1995 | VfB Lübeck    | Arminia Bielefeld   | SpVgg Unterhaching  | FC Carl Zeiss Jena     |
| 1996 | VfB Oldenburg | FC Gütersloh        | Stuttgarter Kickers | Tennis Borussia Berlin |
| 1997 | Hannover 96   | SG Wattenscheid 09  | 1. FC Nürnberg      | FC Energie Cottbus     |
| 1998 | Hannover 96   | Rot-Weiß Oberhausen | SSV Ulm 1846        | Tennis Borussia Berlin |
| 1999 | VfL Osnabrück | Alemannia Aachen    | SV Waldhof Mannheim | Chemnitzer FC          |
| 2000 | VfL Osnabrück | 1. FC Saarbrücken   | SSV Reutlingen 05   | 1. FC Union Berlin     |

#### Aufsteiger in die 2. Bundesliga
Aufstiegsberechtigt in die 2. Bundesliga waren die Meister der drei Staffeln Nord-Nordost, West und Süd. Da die Staffel Nord-Nordost in den zwei Gruppen Nord und Nordost spielte, ermittelten die Sieger dieser Gruppen in Hin- und Rückspiel den Meister der Staffel Nord-Nordost. Zusätzlich stieg einer der Vizemeister auf. In den ersten drei Jahren rotierte das Aufstiegsrecht des Vizemeisters zwischen den Staffeln (1995: Vizemeister Nord-Nordost, 1996: Vizemeister West, 1997: Vizemeister Süd). Von 1998 bis 2000 wurde der vierte Aufsteiger in einer Relegation der drei Vizemeister ausgespielt.
- 1995: VfB Lübeck (1. Nord), FC Carl Zeiss Jena (1. Nordost), Arminia Bielefeld (1. West), SpVgg Unterhaching (1. Süd)
- 1996: VfB Oldenburg (1. Nord), FC Gütersloh (1. West), Rot-Weiss Essen (2. West), Stuttgarter Kickers (1. Süd)
- 1997: Energie Cottbus (1. Nordost), SG Wattenscheid 09 (1. West), 1. FC Nürnberg (1. Süd), SpVgg Greuther Fürth (2. Süd)
- 1998: Hannover 96 (1. Nord), Tennis Borussia Berlin (1. Nordost), Rot-Weiß Oberhausen (1. West), SSV Ulm 1846 (1. Süd)
- 1999: Chemnitzer FC (1. Nordost), Alemannia Aachen (1. West), SV Waldhof Mannheim (1. Süd), Kickers Offenbach (2. Süd)
- 2000: VfL Osnabrück (1. Nord), 1. FC Saarbrücken (1. West), LR Ahlen (2. West), SSV Reutlingen 05 (1. Süd)

#### Rekorde
- höchster Sieg: Hannover 96 gegen 1. SC Göttingen 05 10:0 am 20. September 1997
- meiste Punkte pro Saison: 92 (Tennis Borussia Berlin 1997/98 nach 34 Spielen)
- wenigste Punkte pro Saison: 10 (FC Remscheid 1998/99 nach 32 Spielen und SV Lohhof 1999/2000 nach 34 Spielen)
- meiste Tore pro Saison: 120 (Hannover 96 1997/98 nach 34 Spielen)
- wenigste Tore pro Saison: 19 (FSV Salmrohr 1999/2000 nach 36 Spielen)
- wenigste Gegentreffer pro Saison: 7 (Tennis Borussia Berlin 1997/98 nach 34 Spielen)
- meiste Gegentreffer pro Saison: 107 (1. SC Göttingen 05 1997/98 nach 34 Spielen)
- beste Tordifferenz pro Saison: +91 (120:29) (Hannover 96 1997/98 nach 34 Spielen)
- Zuschauerrekord: 55.000 Besucher (Hannover 96 gegen Energie Cottbus am 29. Mai 1997, Aufstiegsspiele zur 2. Bundesliga)

### 2000 bis 2008 – Regionalliga in zwei Staffeln

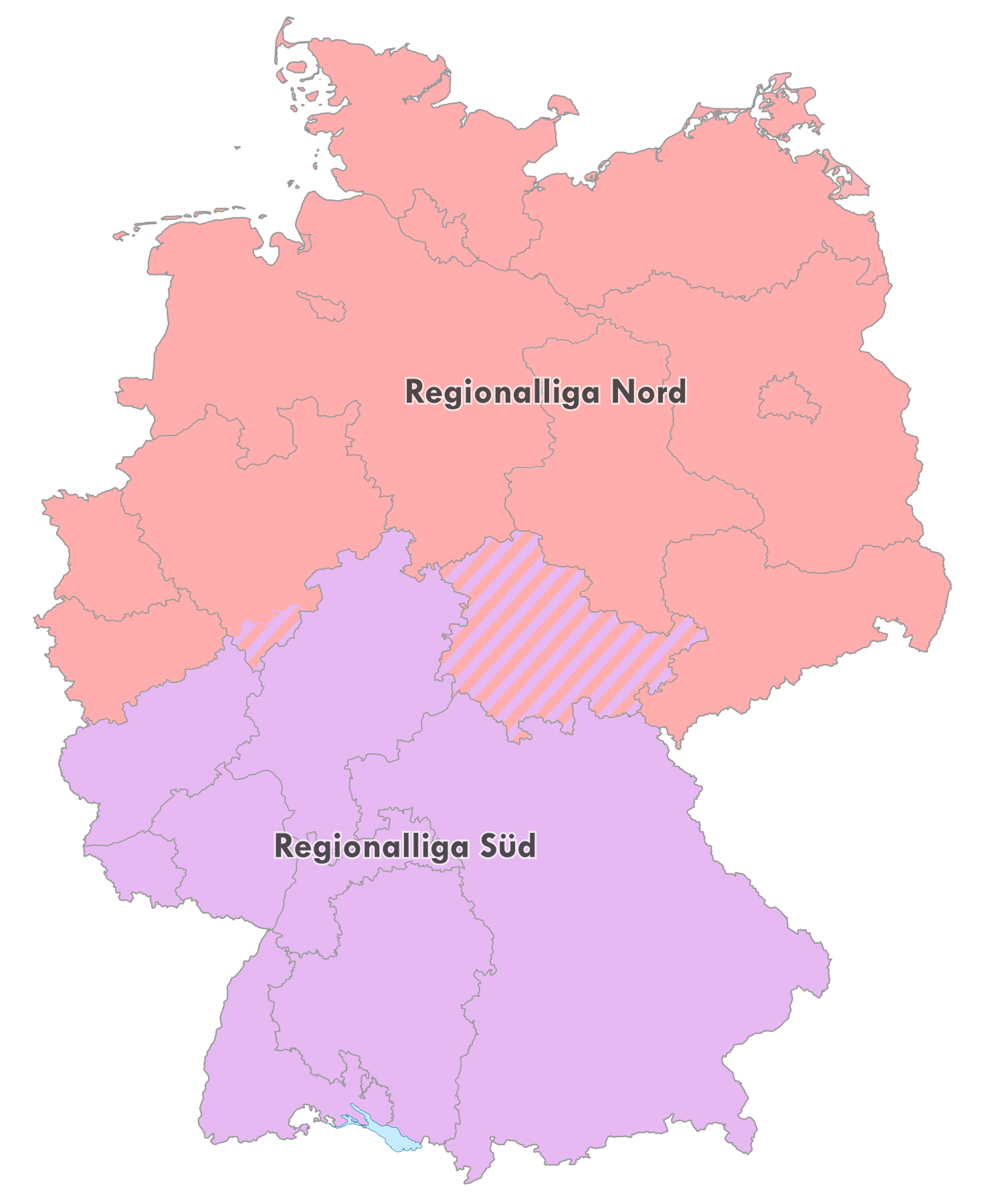
Regionalliga-Einteilung, 2000–2008

Nach der Saison 1999/2000 wurden die vier Regionalligen auf zwei Staffeln (Nord und Süd) reduziert, um eine höhere Leistungsdichte zu erzielen. Dazu musste die Hälfte aller Vereine in die Oberligen absteigen. Unter anderem der damalige DFB-Präsident Egidius Braun hatte diese Reform angestoßen, da sich zu diesem Zeitpunkt einige Regionalligisten in finanzieller Schieflage befanden. So musste beispielsweise der aus dem aufgelösten KSV Hessen Kassel hervorgegangene FC Hessen Kassel Konkurs anmelden und wurde Anfang 1998 seinerseits aufgelöst. Aufgrund von Schulden, ausstehenden Spielergehältern oder ausbleibenden Sponsorengeldern standen in der Spielzeit 1997/98 auch Rot-Weiss Essen, Göttingen 05 und FC Sachsen Leipzig jeweils kurz vor einem Rückzug aus der dritthöchsten Spielklasse. Folglich wurde auch beschlossen, im Rahmen des Lizenzierungsverfahrens eine Wirtschaftlichkeitsprüfung durchzuführen, um einen ausreichend gedeckten Etat zur Sicherstellung des Spielbetriebs zu gewährleisten.
Gespielt wurde mit 18 bzw. 19 Mannschaften pro Liga, wobei grundsätzlich die beiden ersten Vereine einer jeden Staffel in die 2. Bundesliga aufstiegen, und die Teams von Rang 15 an in die Oberliga ihres jeweiligen Verbandes abstiegen. Theoretisch konnten sogar die Tabellenvierten und -fünften einer Staffel aufsteigen, da die zweiten Mannschaften von Profiklubs grundsätzlich vom Aufstieg ausgeschlossen waren. 2001 traf das auf den Süd-Vizemeister VfB Stuttgart II, 2004 auf den Südmeister Bayern München II zu. Ebenfalls nicht aufstiegsberechtigt waren Vereine, die sich zwar sportlich qualifiziert hatten, denen aber keine Lizenz für die 2. Bundesliga erteilt wurde.

#### Zuordnung zu den Staffeln
Bis einschließlich der Saison 2005/06 war es durch eine geographische Zuordnung der Absteiger aus der eingleisigen 2. Bundesliga möglich, dass in der Folgesaison 19 oder sogar 20 Mannschaften in einer Regionalliga-Staffel spielten. Stiegen beispielsweise drei „Nord“-Vereine aus der 2. Bundesliga ab, wurde die Nord-Staffel aufgestockt. Am Ende solch einer Saison stiegen zum Ausgleich mehr Vereine in die Oberligen ab, sodass der Staffel dann wieder 18 Vereine angehörten.
Es galt folgende regionale Zuordnung:
- Regionalliga, Staffel Nord:

Oberligen Nord, Nordost (Staffel Nord und Süd), Nordrhein und Westfalen
- Regionalliga, Staffel Süd:

Oberligen Bayern, Baden-Württemberg, Südwest und Hessen
Ausnahmen: die Sportfreunde Siegen aus Westfalen, der FC Carl Zeiss Jena und der FC Rot-Weiß Erfurt aus Thüringen wurden bei der Gründung der zweigleisigen dritten Liga der Regionalliga Süd zugeordnet. Beim erneuten Abstieg Erfurts in die Regionalliga (2004/05) wurde der Verein dann der Nord-Liga zugeordnet, ebenso wie Jena nach dem Wiederaufstieg aus der Oberliga.
Zur Saison 2006/07 kam erstmals eine geänderte Regelung zur Anwendung; demnach entschied das DFB-Präsidium auf Vorschlag des Regionalliga-Ausschusses jeweils vor Beginn einer Spielzeit über die Staffeleinteilung der Regionalliga (§ 55c DFB-Spielordnung). Dies war auch in der dreigleisigen Regionalliga der Fall.

#### Die Meister
| Jahr | Nord                   | Süd                   |
| ---- | ---------------------- | --------------------- |
| 2001 | 1. FC Union Berlin     | Karlsruher SC         |
| 2002 | VfB Lübeck             | SV Wacker Burghausen  |
| 2003 | FC Erzgebirge Aue      | SpVgg Unterhaching    |
| 2004 | Rot-Weiss Essen        | FC Bayern München (A) |
| 2005 | Eintracht Braunschweig | Kickers Offenbach     |
| 2006 | Rot-Weiss Essen        | FC Augsburg           |
| 2007 | FC St. Pauli           | SV Wehen              |
| 2008 | Rot Weiss Ahlen        | FSV Frankfurt         |

#### Aufsteiger in die 2. Bundesliga
Mit Einführung der zweigleisigen Regionalliga stiegen die Meister und Vizemeister der beiden Staffeln direkt in die 2. Bundesliga auf.
- 2001: 1. FC Union Berlin (1. Nord), SV Babelsberg 03 (2. Nord), Karlsruher SC (1. Süd), 1. FC Schweinfurt 05 (3. Süd)
- 2002: VfB Lübeck (1. Nord), Eintracht Braunschweig (2. Nord), Wacker Burghausen (1. Süd), Eintracht Trier (2. Süd)
- 2003: Erzgebirge Aue (1. Nord), VfL Osnabrück (2. Nord), SpVgg Unterhaching (1. Süd), SSV Jahn Regensburg (2. Süd)
- 2004: Rot-Weiss Essen (1. Nord), Dynamo Dresden (2. Nord), FC Rot-Weiß Erfurt (2. Süd), 1. FC Saarbrücken (3. Süd)
- 2005: Eintracht Braunschweig (1. Nord), SC Paderborn 07 (2. Nord), Kickers Offenbach (1. Süd), Sportfreunde Siegen (2. Süd)
- 2006: Rot-Weiss Essen (1. Nord), FC Carl Zeiss Jena (2. Nord), FC Augsburg (1. Süd), TuS Koblenz (2. Süd)
- 2007: FC St. Pauli (1. Nord), VfL Osnabrück (2. Nord), SV Wehen (1. Süd), TSG Hoffenheim (2. Süd)
- 2008: Rot Weiss Ahlen (1. Nord), Rot-Weiß Oberhausen (2. Nord), FSV Frankfurt (1. Süd), FC Ingolstadt 04 (2. Süd)

#### Rekorde
- meiste Punkte pro Saison: 76 (FC Augsburg 2005/06 nach 34 Spielen und Rot-Weiss Essen 2005/06 nach 36 Spielen)
- wenigste Punkte pro Saison: 10 (1. FC Eschborn 2005/06 (ein Sieg) und 1. FC Kaiserslautern II 2006/07 (kein Sieg) nach jeweils 34 Spielen)
- meiste Tore pro Saison: 77 (Rot-Weiss Essen 2003/04 nach 34 Spielen)
- wenigste Tore pro Saison: 15 (1. FC Eschborn 2005/06 nach 34 Spielen)
- wenigste Gegentreffer pro Saison: 22 (Wacker Burghausen 2001/02 nach 34 Spielen)
- meiste Gegentreffer pro Saison: 84 (1. FC Eschborn 2005/06 nach 34 Spielen)
- beste Tordifferenz pro Saison: +51 (Rot-Weiss Essen 2003/04 nach 34 Spielen)
- schlechteste Tordifferenz pro Saison: -69 (1. FC Eschborn 2005/06 nach 34 Spielen)
- Zuschauerrekord: 38.500 Besucher (Fortuna Düsseldorf gegen den 1. FC Union Berlin am 10. September 2004)

## Seit 2008 – 4. Spielklasse

### 2008 bis 2012 – Regionalliga in drei Staffeln

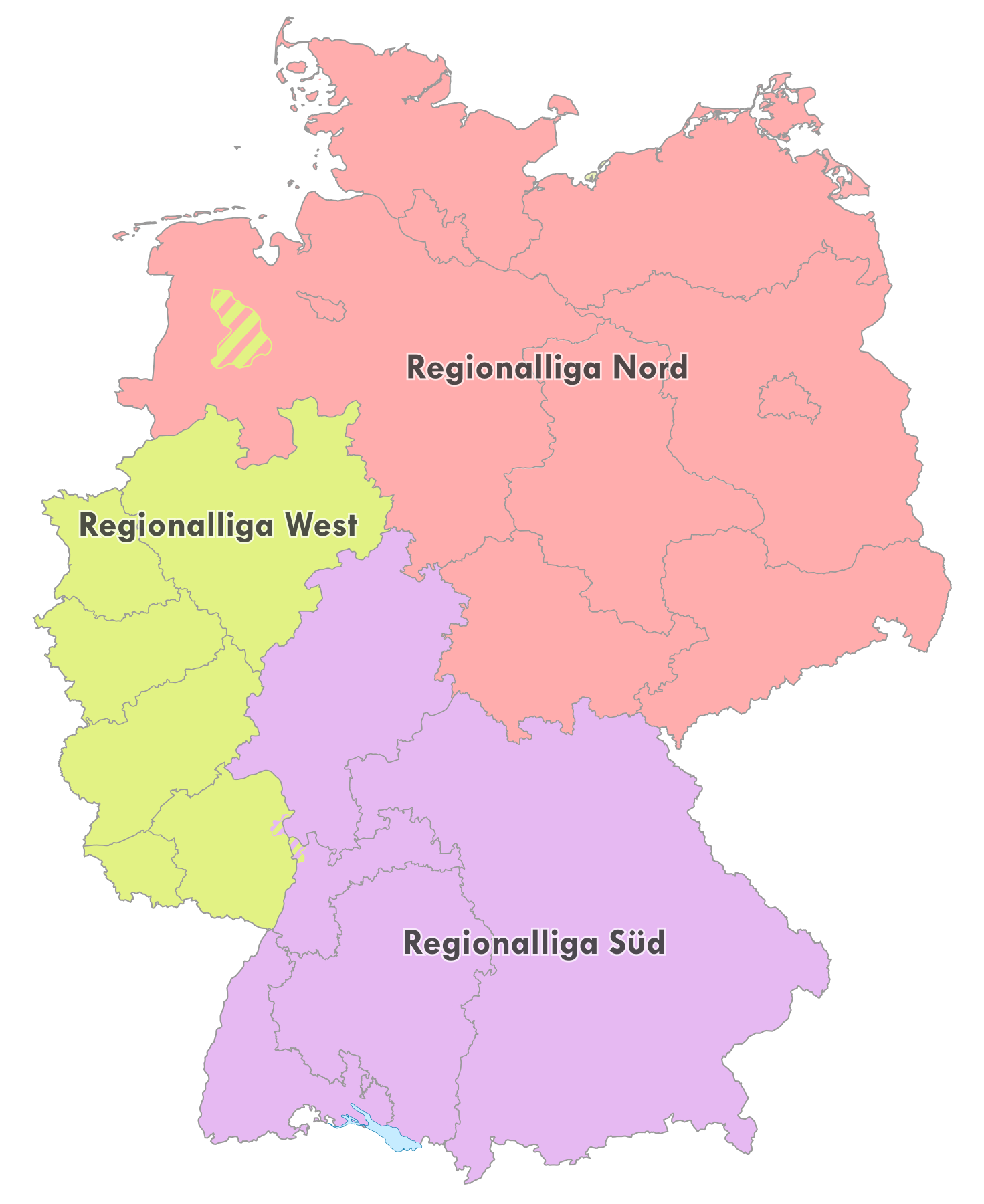
Regionalliga-Einteilung, 2008–2012

Verteilung der Mannschaften nach der Saison 2007/08

Zwischen 2. Bundesliga und Regionalliga wurde zur Saison 2008/09 die 3. Liga eingefügt, die sich je zur Hälfte aus Klubs der bestehenden Regionalligen Nord und Süd zusammensetzt. Darunter gab es seitdem drei Regionalligen (4. Liga) und zehn Oberligen (5. Liga).
Die Zuordnung der 54 Mannschaften in die drei Regionalligen „West“, „Nord“ und „Süd“ erfolgte jedes Jahr nach geographischen und logistischen Kriterien. Dabei soll eine gleichmäßige Aufteilung der zweiten Mannschaften von Lizenzvereinen in die drei Staffeln beachtet werden. Bei der Einteilung der drei Regionalligen für die Saison 2009/10 wurden die Klubs größtenteils nach der Zugehörigkeit zu den Regionalverbänden aufgeteilt, einzig Waldhof Mannheim aus dem Süddeutschen Fußball-Verband wurde der Regionalliga West zugeordnet.
Auf einem außerordentlichen DFB-Bundestag am 8. September 2006 wurden die Weichen für die Reform gestellt. Die Saison 2007/08 war als Qualifikationsjahr für die neuen Spielklassen vorgesehen. Für die neue Regionalliga qualifizierten sich am Ende der Spielzeit 2007/08 die folgenden Vereine:
- die insgesamt 17 Mannschaften der bisherigen Regionalligastaffeln Nord und Süd, die nicht den sportlichen Sprung in die neue 3. Liga geschafft haben – neun Vereine der Regionalliga Nord sowie acht Klubs der Regionalliga Süd;
- die fünf bestplatzierten Mannschaften der Oberliga Nord sowie der Sieger einer Relegationsrunde zwischen dem Sechsten der Oberliga Nord und den Siegern der Verbandsligen des Norddeutschen Fußball-Verbandes;
- die jeweils drei bestplatzierten Teams der beiden Nordost-Oberligen sowie der Sieger der Relegation zwischen den beiden Viertplatzierten dieser Ligen;
- die jeweils vier besten Teams der Oberligen Hessen, Nordrhein, Westfalen, Baden-Württemberg, Südwest und Bayern;
- für den Fall, dass eine der Mannschaften aus der Regionalliga die Lizenz nicht erhält, rückt ein Verein aus der Oberliga des Verbandes mit den meisten gemeldeten Senioren-Mannschaften nach (erst Bayern, dann Baden-Württemberg).

Alle sportlich qualifizierten Vereine müssen auch die wirtschaftlichen und technisch-organisatorischen Zulassungsvoraussetzungen für die Regionalliga erfüllen. Erhält ein Bewerber keine Zulassung, so ist an seiner Stelle der nächste aufstiegsberechtigte Verein der jeweiligen Oberligastaffel für die Regionalliga qualifiziert. Zu den wirtschaftlichen und technisch-organisatorischen Zulassungskriterien gehört auch die Vorschrift, dass die Kapazität der Stadien der neuen Regionalligen über 5000 betragen muss. Die Trainer müssen die Fußball-Lehrer-Ausbildung absolviert haben, d. h. für die Betreuung einer Mannschaft in der Regionalliga ist der A-Trainerschein notwendig. Über die Regionalliga-Lizenz müssen auch alle die Teams verfügen, die an der Relegationsrunde im Norden (s. o.) teilnehmen wollen.

#### Die Meister
| Jahr | Nord             | West                 | Süd                 |
| ---- | ---------------- | -------------------- | ------------------- |
| 2009 | Holstein Kiel    | Borussia Dortmund II | 1. FC Heidenheim    |
| 2010 | SV Babelsberg 03 | 1. FC Saarbrücken    | VfR Aalen           |
| 2011 | Chemnitzer FC    | Preußen Münster      | SV Darmstadt 98     |
| 2012 | Hallescher FC    | Borussia Dortmund II | Stuttgarter Kickers |

#### Aufsteiger in die 3. Liga
Die Sieger der drei Staffeln stiegen in die 3. Liga auf. Ab der Spielzeit 2008/09 stiegen jeweils drei Mannschaften aus den Regionalligen West und Süd und vier Teams aus der Regionalliga Nord ab. Die Absteiger wurden durch jeweils zwei Vertreter der Fußballverbände Nord (Schleswig-Holstein-Liga, Oberliga Hamburg, Bremen-Liga, Niedersachsenliga), Nordost (Oberliga Nordost) und West (NRW-Liga), einen Verein aus dem südwestdeutschen Verband (Oberliga Südwest) sowie drei Mannschaften aus dem Bereich des Süddeutschen Fußball-Verbandes (Bayernliga, Hessenliga, Oberliga Baden-Württemberg) ersetzt.
- 2009: Holstein Kiel (1. Nord), Borussia Dortmund II (1. West), 1. FC Heidenheim (1. Süd)
- 2010: SV Babelsberg 03 (1. Nord), 1. FC Saarbrücken (1. West), VfR Aalen (1. Süd)
- 2011: Chemnitzer FC (1. Nord), Preußen Münster (1. West), SV Darmstadt 98 (1. Süd)
- 2012: Hallescher FC (1. Nord), Borussia Dortmund II (1. West), Stuttgarter Kickers (1. Süd)

#### Rekorde
- meiste Punkte pro Saison: 82 (Chemnitzer FC 2010/11 nach 34 Spielen)
- wenigste Punkte pro Saison: 2 (Türkiyemspor Berlin 2010/11 nach 34 Spielen und nach Abzug von drei Punkten wegen Verstößen im Lizenzierungsverfahren)
- meiste Tore pro Saison: 86 (Borussia Dortmund II 2008/09 nach 34 Spielen)
- wenigste Tore pro Saison: 12 (Türkiyemspor Berlin 2010/11 nach 34 Spielen)
- wenigste Gegentreffer pro Saison: 15 (Hallescher FC 2011/12 nach 34 Spielen)
- meiste Gegentreffer pro Saison: 96 (Türkiyemspor Berlin 2010/11 nach 34 Spielen)
- beste Tordifferenz pro Saison: +59 (Chemnitzer FC 2010/11 nach 34 Spielen)
- schlechteste Tordifferenz pro Saison: -84 (Türkiyemspor Berlin 2010/11 nach 34 Spielen)
- Rekordtorschütze: 32, Thorsten Bauer (KSV Hessen Kassel 2008/09 nach 34 Spielen)[6]

### Seit 2012 – fünf Regionalligen

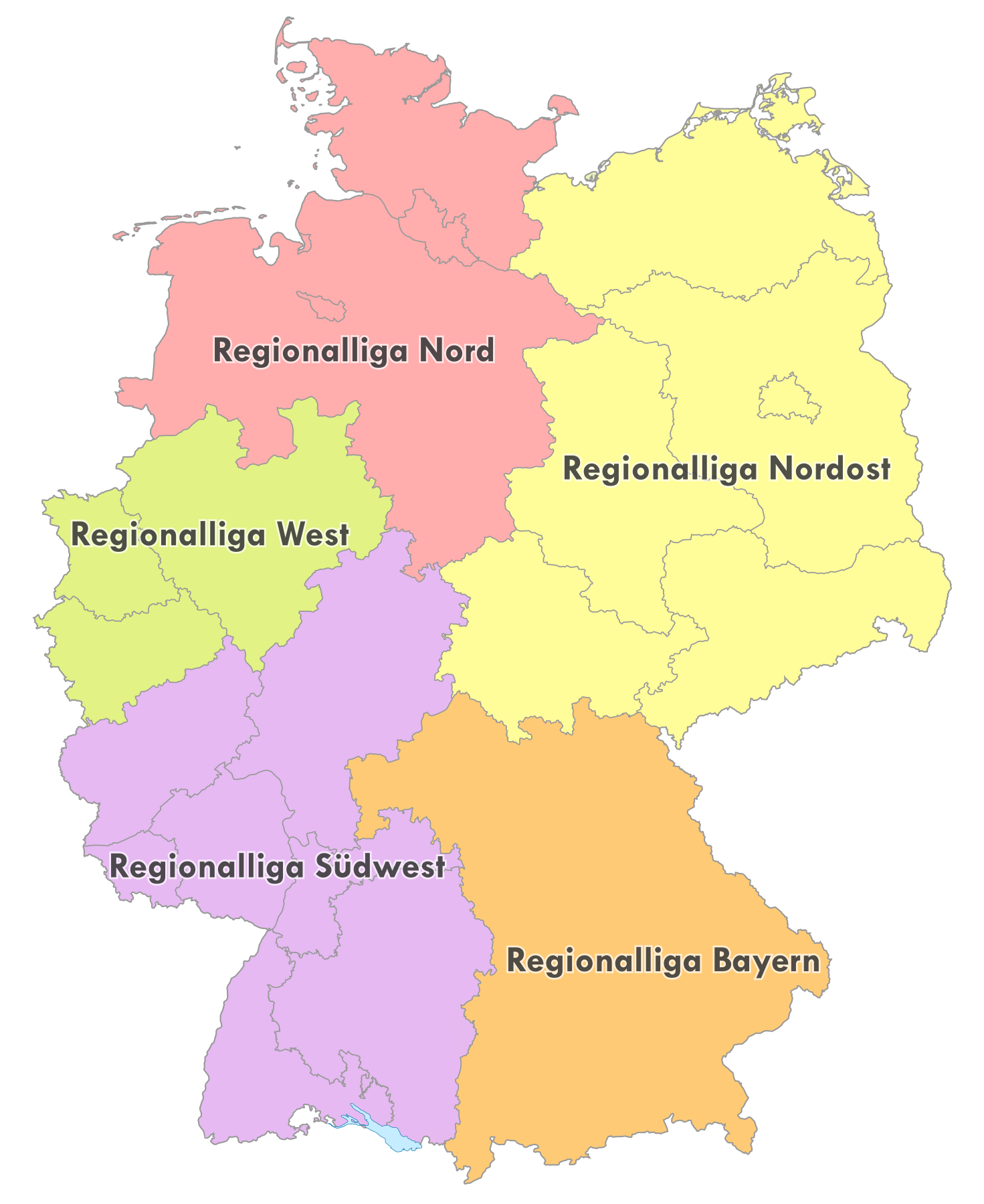
Die fünf Regionalligen seit 2012/13

Zur Saison 2012/13 wechselt die Hauptverantwortlichkeit für die Regionalliga vom DFB zu fünf Ligaverbänden. Diese sind die Regionalverbände (RV) des DFB und der Bayerische Landesverband. Damit gibt es in der vierten Spielklassenebene seit 2012/13 keine dreigleisige Regionalliga mit drei Staffeln, sondern fünf gleichrangige, eingleisige Regionalligen. Die Zuordnung der Vereine ist wie folgt:
- Regionalliga Nord: Vereine des Norddeutschen RV
- Regionalliga Nordost: Vereine des Nordostdeutschen RV
- Regionalliga West: Vereine des Westdeutschen RV
- Regionalliga Südwest: Vereine des RV Südwest und des Süddeutschen RV, mit Ausnahme des Bayerischen Landesverbandes
- Regionalliga Bayern: Vereine des Bayerischen Landesverbandes (aufgenommen wurden auf Antrag auch der FV Illertissen und Viktoria Aschaffenburg, die vorher nicht in einer Liga des BFV spielten[9]).

Weiterhin dürfen innerhalb einer Liga maximal sieben zweite Mannschaften von DFL-Vereinen spielen. Zweite Mannschaften von Drittligavereinen sind nicht zugelassen.
Die Trägerschaft der Regionalligen übernehmen die entsprechenden Regional- bzw. Landesverbände des DFB. Diese können die Ligastärke und die Abstiegsregelung zu den untergeordneten Ligen eigenverantwortlich festlegen.

#### Die Meister
| Jahr | Nord                                                 | Nordost                  | West                        | Südwest                 | Bayern                                   |
| ---- | ---------------------------------------------------- | ------------------------ | --------------------------- | ----------------------- | ---------------------------------------- |
| 2013 | Holstein Kiel                                        | RB Leipzig               | Sportfreunde Lotte          | KSV Hessen Kassel       | TSV 1860 München II                      |
| 2014 | VfL Wolfsburg II                                     | TSG Neustrelitz          | SC Fortuna Köln             | SG Sonnenhof Großaspach | FC Bayern München II                     |
| 2015 | Werder Bremen II                                     | 1. FC Magdeburg          | Borussia Mönchengladbach II | Kickers Offenbach       | Würzburger Kickers                       |
| 2016 | VfL Wolfsburg II                                     | FSV Zwickau              | Sportfreunde Lotte          | SV Waldhof Mannheim     | SSV Jahn Regensburg                      |
| 2017 | SV Meppen                                            | FC Carl Zeiss Jena       | FC Viktoria Köln            | SV Elversberg           | SpVgg Unterhaching                       |
| 2018 | SC Weiche Flensburg 08                               | Energie Cottbus          | KFC Uerdingen 05            | 1. FC Saarbrücken       | TSV 1860 München                         |
| 2019 | VfL Wolfsburg II                                     | Chemnitzer FC            | FC Viktoria Köln            | SV Waldhof Mannheim     | FC Bayern München II                     |
| 2020 | VfB Lübeck                                           | 1. FC Lokomotive Leipzig | SV Rödinghausen             | 1. FC Saarbrücken       | Saison bis 2021 verlängert, kein Meister |
| 2021 | SC Weiche Flensburg 08 (Nord) Werder Bremen II (Süd) | FC Viktoria 1889 Berlin  | Borussia Dortmund II        | SC Freiburg II          | 1. FC Schweinfurt 05                     |
| 2022 | VfB Oldenburg                                        | BFC Dynamo               | Rot-Weiss Essen             | SV Elversberg           | SpVgg Bayreuth                           |
| 2023 | VfB Lübeck                                           | Energie Cottbus          | Preußen Münster             | SSV Ulm 1846            | SpVgg Unterhaching                       |
| 2024 | Hannover 96 II                                       | Energie Cottbus          | Alemannia Aachen            | VfB Stuttgart II        | Würzburger Kickers                       |
| 2025 | TSV Havelse                                          | 1. FC Lokomotive Leipzig | MSV Duisburg                | TSG 1899 Hoffenheim II  | 1. FC Schweinfurt 05                     |

Anmerkung: Nach Saisonabbruch 2020 und 2021 jeweils auf Basis einer Quotientenregelung; Meister der Regionalliga Bayern 2019–21 in Play-off-Spielen ermittelt

#### Aufsteiger in die 3. Liga
Bis zum Ende der Saison 2017/18 stiegen aus den Regionalligen drei Mannschaften in die 3. Liga auf. Die Aufsteiger wurden in einer Aufstiegsrunde mit allen Regionalligameistern und dem Vizemeister aus der vereins- und mitgliederstärksten Region (Südwest) ermittelt. Es wurden drei Begegnungen ausgelost, deren Sieger nach Hin- und Rückspiel in die 3. Liga aufstiegen. Meister und Vizemeister der Liga Südwest traten dabei nicht gegeneinander an. Im Jahr 2014 nahm für den Südwesten der drittplatzierte 1. FSV Mainz 05 II an der Aufstiegsrunde teil, weil Vizemeister SC Freiburg II keine Lizenz für die 3. Liga beantragte. Die Aufstiegsrunde wurde von Fans und Vereinen kritisiert, weil die Regionalliga-Meister nicht direkt aufsteigen durften.
Deswegen fasste der DFB-Bundestag im Dezember 2017 den Beschluss, dass ab der Saison 2018/19 vier Mannschaften zwischen Regionalliga und 3. Liga auf- und absteigen. Bis zur anvisierten Reduktion der Regionalliga auf vier Staffeln beschloss man für die Spielzeiten 2018/19 und 2019/20 eine Übergangslösung mit drei direkten Aufsteigern und nur noch einem Entscheidungsduell. Die Regionalliga Südwest verzichtete auf ihren bisherigen zweiten Relegationsplatz, dafür steigt ihr Meister in beiden Spielzeiten direkt auf. Zudem wurde für die Saison 2018/19 festgelegt, dass der zweite direkte Aufsteiger aus der Regionalliga Nordost kommt, der dritte direkte Aufstiegsplatz wurde vorab unter den übrigen Ligen ausgelost. Das Los entschied, dass die Regionalliga West in der Spielzeit 2018/19 den dritten Aufsteiger stellte und die Regionalligen Bayern und Nord untereinander in einem Hin- und Rückspiel zwischen ihren Meistern den vierten Aufsteiger ermittelten. Dafür erhielten diese in der Saison 2019/20 automatisch einen direkten Aufstiegsplatz, während die Meister der Regionalligen West und Nordost die Play-off-Spiele um den vierten Aufstiegsplatz in die 3. Liga bestritten.
Nach einem Beschluss im September 2019 erhielten die Staffeln West und Südwest zur Saison 2020/21 jeweils einen fixen Aufstiegsplatz, wohingegen die Meister der restlichen drei Staffeln im Wechsel den dritten Aufstiegsplatz zugelost bekommen und den vierten untereinander ausspielen müssen. Der Verband rechtfertigte die fixen Plätze für die Staffeln Südwest und West damit, dass „die Gebiete von Ballungsräumen geprägt sind und gemeinsam mehr als 50 % der gemeldeten Männermannschaften in Deutschland umfassen“.
| Jahr    | Meister Bayern                                                                             | Meister Nord                                                                                              | Meister Nordost                                                                           | Meister Südwest                              | Meister West                                                                      |
| ------- | ------------------------------------------------------------------------------------------ | --- | ----------------------------------------------------------------------------------------- | -------------------------------------------- | --------------------------------------------------------------------------------- |
| 2018/19 | Aufstiegs-Play-off gegen Meister der RL Nord (da nicht für direkten Aufstieg ausgelost)    | Aufstiegs-Play-off gegen Meister der RL Bayern (da nicht für direkten Aufstieg ausgelost)                 | direkter Aufstieg (Beschluss vom 08.12.2017)                                              | direkter Aufstieg (Beschluss vom 08.12.2017) | direkter Aufstieg (Auslosung am 27.04.2018)                                       |
| 2019/20 | direkter Aufstieg (da im Vorjahr im Play-off)                                              | direkter Aufstieg (da im Vorjahr im Play-off)                                                             | Aufstiegs-Play-off gegen Meister der RL West (da im Vorjahr nicht im Play-off)            | direkter Aufstieg (Beschluss vom 08.12.2017) | Aufstiegs-Play-off gegen Meister der RL Nordost (da im Vorjahr nicht im Play-off) |
| 2020/21 | Aufstiegs-Play-off gegen Meister der RL Nord (da nicht für direkten Aufstieg ausgelost)    | Aufstiegs-Play-off gegen Play-off-Sieger der RL Bayern 2019–21 (da nicht für direkten Aufstieg ausgelost) | direkter Aufstieg (Festlegung am 06.03.2020)                                              | direkter Aufstieg (Beschluss vom 27.09.2019) | direkter Aufstieg (Beschluss vom 27.09.2019)                                      |
| 2021/22 | direkter Aufstieg (Festlegung am 06.03.2020)                                               | Aufstiegs-Play-off gegen Meister der RL Nordost (da nicht für direkten Aufstieg ausgelost)                | Aufstiegs-Play-off gegen Meister der RL Nord (da nicht für direkten Aufstieg ausgelost)   | direkter Aufstieg (Beschluss vom 27.09.2019) | direkter Aufstieg (Beschluss vom 27.09.2019)                                      |
| 2022/23 | Aufstiegs-Play-off gegen Meister der RL Nordost (da nicht für direkten Aufstieg ausgelost) | direkter Aufstieg (Festlegung am 06.03.2020)                                                              | Aufstiegs-Play-off gegen Meister der RL Bayern (da nicht für direkten Aufstieg ausgelost) | direkter Aufstieg (Beschluss vom 27.09.2019) | direkter Aufstieg (Beschluss vom 27.09.2019)                                      |
| 2023/24 | Aufstiegs-Play-off gegen Meister der RL Nord (da nicht für direkten Aufstieg ausgelost)    | Aufstiegs-Play-off gegen Meister der RL Bayern (da nicht für direkten Aufstieg ausgelost)                 | direkter Aufstieg (Festlegung am 07.06.2023)                                              | direkter Aufstieg (Beschluss vom 07.06.2023) | direkter Aufstieg (Beschluss vom 07.06.2023)                                      |
| 2024/25 | direkter Aufstieg (Festlegung am 06.09.2024)                                               | Aufstiegs-Play-off gegen Meister der RL Nordost (da nicht für direkten Aufstieg ausgelost)                | Aufstiegs-Play-off gegen Meister der RL Nord (da nicht für direkten Aufstieg ausgelost)   | direkter Aufstieg (Beschluss vom 06.09.2024) | direkter Aufstieg (Beschluss vom 06.09.2024)                                      |
| 2025/26 | Aufstiegs-Play-off gegen Meister der RL Nordost                                            | direkter Aufstieg                                                                                         | Aufstiegs-Play-off gegen Meister der RL Bayern                                            | direkter Aufstieg                            | direkter Aufstieg                                                                 |

Die Aufsteiger:
- 2013: Holstein Kiel (1. Nord), RB Leipzig (1. Nordost), SV Elversberg (2. Südwest)
- 2014: SC Fortuna Köln (1. West), SG Sonnenhof Großaspach (1. Südwest), 1. FSV Mainz 05 II (3. Südwest)
- 2015: Werder Bremen II (1. Nord), 1. FC Magdeburg (1. Nordost), Würzburger Kickers (1. Bayern)
- 2016: SSV Jahn Regensburg (1. Bayern), FSV Zwickau (1. Nordost), Sportfreunde Lotte (1. West)
- 2017: FC Carl Zeiss Jena (1. Nordost), SpVgg Unterhaching (1. Bayern), SV Meppen (1. Nord)
- 2018: Energie Cottbus (1. Nordost), TSV 1860 München (1. Bayern), KFC Uerdingen 05 (1. West)
- 2019: SV Waldhof Mannheim (1. Südwest), FC Viktoria Köln (1. West), Chemnitzer FC (1. Nordost), FC Bayern München II (1. Bayern [Sieger der Relegation gegen VfL Wolfsburg II (1. Nord)])
- 2020: VfB Lübeck (1. Nord), 1. FC Saarbrücken (1. Südwest), Türkgücü München (1. Bayern), SC Verl (2. West [Sieger der Relegation gegen 1. FC Lokomotive Leipzig (1. Nordost)])
- 2021: FC Viktoria 1889 Berlin (1. Nordost), Borussia Dortmund II (1. West), SC Freiburg II (1. Südwest), TSV Havelse (2. Nord, Gruppe Süd [Sieger der Relegation gegen 1. FC Schweinfurt 05 (1. Bayern)])
- 2022: SpVgg Bayreuth (1. Bayern), SV Elversberg (1. Südwest), Rot-Weiss Essen (1. West), VfB Oldenburg (1. Nord [Sieger der Relegation gegen BFC Dynamo (1. Nordost)])
- 2023: VfB Lübeck (1. Nord), Preußen Münster (1. West), SSV Ulm 1846 (1. Südwest), SpVgg Unterhaching (1. Bayern [Sieger der Relegation gegen Energie Cottbus (1. Nordost)])
- 2024: Energie Cottbus (1. Nordost), Alemannia Aachen (1. West), VfB Stuttgart (1. Südwest), Hannover 96 II (1. Nord [Sieger der Relegation gegen Würzburger Kickers (1. Bayern)])
- 2025: 1. FC Schweinfurt 05 (1. Bayern), TSG 1899 Hoffenheim II (1. Südwest), MSV Duisburg (1. West), TSV Havelse (1. Nord [Sieger der Relegation gegen 1. FC Lokomotive Leipzig (1. Nordost)])

#### Rekorde
- Zuschauerrekord: 31.034 Besucher (Alemannia Aachen gegen Bocholt am 27. April 2024)
- meiste Punkte pro Saison: 89 (FC Energie Cottbus 2017/18 nach 34 Spielen)
- meiste erzielte Tore pro Saison: 94 (SpVgg Unterhaching 2016/17 nach 34 Spielen)
- wenigste Gegentreffer pro Saison: 14 (FC Energie Cottbus 2017/18 nach 34 Spielen)

#### Diskussionen um die Reduktion auf vier Regionalligen seit 2017

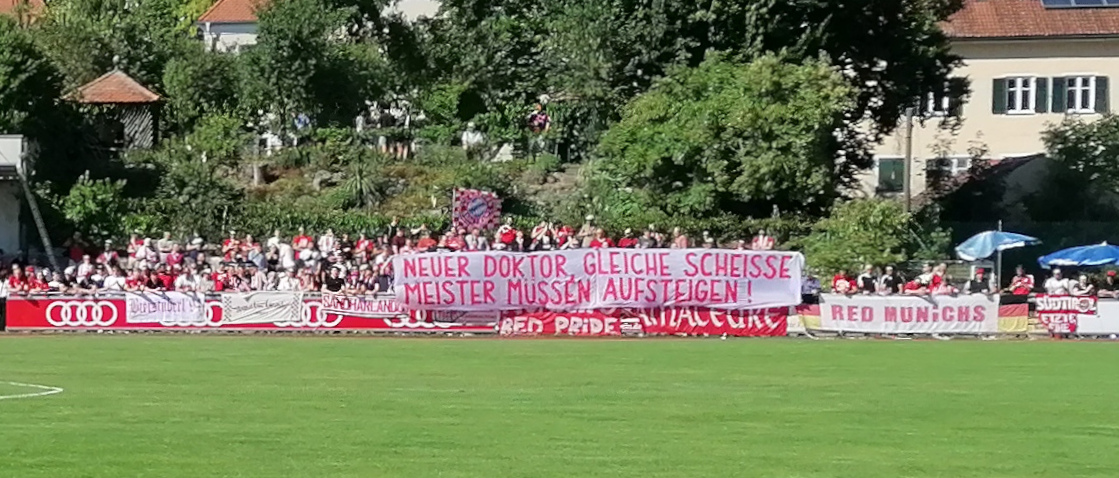
Protestbanner der Fans des FC Bayern München II gegen die Aufstiegsregelung zur 3. Liga (2022)

Um zukünftig allen Regionalliga-Meistern den direkten Aufstieg zu ermöglichen, beschloss im Dezember 2017 der 96. DFB-Bundestag, perspektivisch die Anzahl der Regionalligen von fünf auf vier zu reduzieren und beauftragte eine Arbeitsgruppe („Ad-hoc-AG“) unter der Leitung von DFB-Vizepräsident Peter Frymuth, bis zum DFB-Bundestag im September 2019 ein Konzept dazu zu erarbeiten.
Nachdem es der Ad-hoc-AG bis November 2018 nicht gelungen war, ein mehrheitsfähiges Modell mit vier Regionalligen zu beschließen, legte sie abschließend ein Konzept vor, nach dem die Regionalverbände sich selbst um eine genaue Einteilung für eine viergleisige Regionalliga kümmern sollen. Die Eckpunkte dieses Konzepts sehen vor, dass für das Gebiet der bisherigen Regionalligen West und Südwest sowie für das Gebiet der Regionalligen Nord, Nordost und Bayern jeweils zwei Staffeln bzw. Aufstiegsplätze zur Dritten Liga vorgesehen sind. Ein Vorschlag zur Umsetzung sollte jedoch von den Regionalverbänden selbst erarbeitet werden.
In den folgenden Diskussionen beharrten vor allem der Landesverband Bayern und der Regionalverband Nordost auf einer Beibehaltung ihrer bisherigen Ligen und brachten eine Aufstockung der Dritten Liga auf 22 oder 24 Vereine bei fünf Absteigern oder gar eine zweigleisige Dritte Liga ins Gespräch. Daraufhin widerriefen die Vereine der 3. Liga ihre Zustimmung zu einem vierten Absteiger und protestierten am 17. Spieltag der Saison 2018/19, indem sie in ihren Ligaspielen die jeweils erste Spielminute verstreichen ließen, ohne zu spielen. Zudem kam es zu Protestaktionen der Fans aus der 3. Liga.
Auf seiner Sitzung Anfang Dezember 2018 unterstützte das DFB-Präsidium das Konzept der Ad-hoc-AG und beauftragte die betroffenen Landes- und Regionalverbände, bis zum 15. April 2019 gemeinsam mit den Vereinen aus der 3. Liga und jenen der Regionalligen Nord, Nordost und Bayern einen konkreten Vorschlag zur Umsetzung zu erarbeiten. Eine Verschmelzung der Ligen Nord, Nordost und Bayern zu nur noch zwei Ligen hätte de facto eine Aufteilung der Nordost-Staffel bedeutet. Wegen der wirtschaftlichen Nachteile für die betroffenen Nordost-Clubs beschlossen die beauftragten Vereine und Verbände auf einer Konferenz am 19. März 2019 jedoch einstimmig (mit 47 Ja-Stimmen bei 4 Enthaltungen), dem DFB-Bundestag die Beibehaltung der drei Regionalligen bei nur zwei Aufsteigern vorzuschlagen. Die genaue Ausgestaltung der Aufstiegsregelung wurde auf dem am 27. September 2019 stattfindenden DFB-Bundestag beschlossen.
So wurde mit einer Zweidrittelmehrheit bestätigt, dass keine der fünf Staffeln aufgelöst würde. Weiterhin sollen nach wie vor vier Mannschaften aufsteigen und die Meister der Staffeln West und Südwest, deren Landesverbände gemeinsam gut die Hälfte aller in Deutschland gemeldeten Männermannschaften stellen, jeweils fixe Aufstiegsplätze erhalten. Jährlich bekommt nach dem Rotationsprinzip einer der drei Meister der übrigen Staffeln den dritten festen Aufstiegsplatz zugeteilt, während die verbleibenden beiden Meister um den letzten Platz spielen müssen. Eine zentrale Forderung der beteiligten Drittligaklubs aus der Saison 2018/19, einen vierten Absteiger nur bei einer Reduzierung auf vier Regionalligen zu stellen, wurde so erneut nicht erfüllt.
Die Regelung bei den Aufsteigern ist weiterhin gültig, auch wenn die Kritik daran nicht verstummt. Häufig kommt diese von den Vereinen, die um den Aufstieg spielen müssen, beispielsweise durch Claus-Dieter Wollitz bei den Aufstiegsspielen 2023. Kritik wird allerdings auch von nicht direkt Betroffenen geäußert, vor allem unter dem Slogan „Meister müssen aufsteigen“, mit dem auch Fans von Vereinen der Profiligen sowie Fanverbände ihren Unmut über die bestehende Regelung kund tun.
Im Februar 2025 schlossen sich 17 von 18 Vereinen aus der Regionalliga Nordost zum Bündnis Aufstiegsreform 2025 zusammen, um die zentrale Forderung, „Meister müssen aufsteigen“ wieder in die Verbände zu tragen. Favorisiert wird eine Reduktion der Regionalliga auf vier Staffeln, da die Vereine der Dritten Liga und der DFB eine Aufstockung der Dritten Liga kategorisch ablehnen. In den folgenden Monaten schlossen sich einzelne Vereine aus anderen Regionalligen und der Dritten Liga sowie der NOFV der Initiative Aufstiegsreform 2025 an.